# 深棗色 (馬)

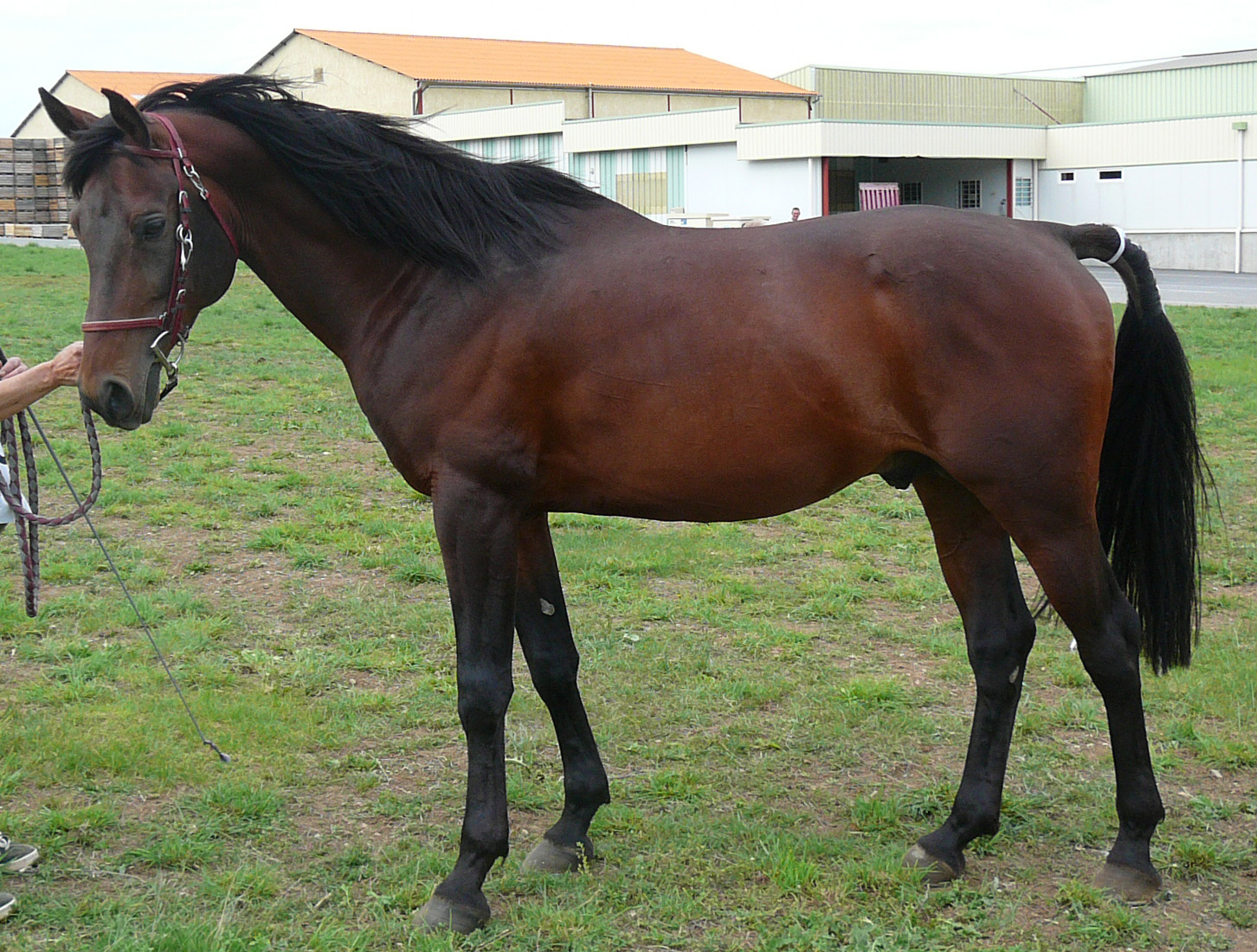

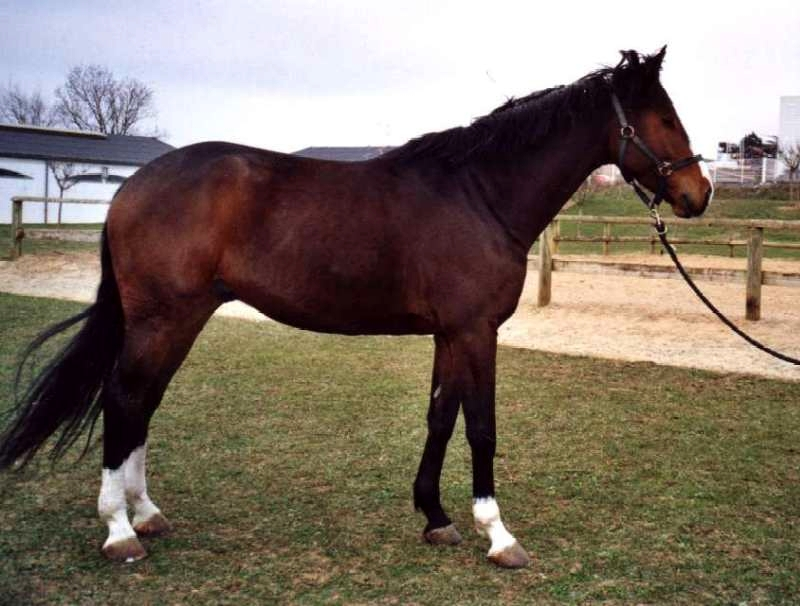

深棗色是馬的其中一種毛色，與其他毛色棗色，栗色，白色為主要的馬匹毛色。

## 特徵
馬匹四肢，鬃毛和尾毛的毛髮皆為黑色，身上毛髮淡化為深棗色，但又比棗色馬較為深色，而皮膚是黑色及深色的眼睛。

與黑色馬的分別在於深棗色馬在眼角，嘴部及下腹皆淡化為深棗色而前者呈現黑色。

## 原因
基因上與棗色馬相同，在馬匹的毛色上擁有MC1R 基因為顯性E/E,E/e，而稀釋基因 ASIP為顯性A/A, A/a 將毛色淡化為棗色。

## 外部連結
- "Horse coat color tests" （页面存档备份，存于） from the UC Davis Veterinary Genetics Lab
- "Introduction to Coat Color Genetics" from Veterinary Genetics Laboratory, School of Veterinary Medicine, University of California, Davis.  Web Site accessed January 12, 2008.
- "Morphology" from the Cavallo Murgese Della Masseria. Website accessed May 28, 2008.